# Jonathan Davies
Jonathan Davies (* 5. dubna 1988 Solihull) je bývalý velšský ragbista, který hrál na pozici pravé tříčtvrtky. 
V roce 2013 byl zvolen do nejlepší sestavy roku PRO12. V roce 2017 vyhrál s klubem Scarlets PRO12.
S velšskou reprezentací vyhrál Six Nations (2012, 2013, 2019, 2021). Zúčastnil se MS 2011 a MS 2019. Za Wales odehrál 96 zápasů a připsal si 80 bodů (2009 - 2024). V roce 2013 a 2017 byl součástí Britských a Irských lvů.

## Kariéra

### Klubová kariéra
- 2006 - 2008 Lianelli
- 2006 - 2014 Scarlets
- 2014 - 2016 Clermont Auvergne
- 2016 - 2024 Scarlets